# Dirk Richter
Pour les articles homonymes, voir Richter.
Dirk Richter, né le 12 septembre 1964 à Cottbus, est un nageur est-allemand puis allemand.

## Biographie
Dirk Richter remporte sous les couleurs de l'Allemagne de l'Est la médaille de bronze du relais 4 × 100 m nage libre aux Jeux olympiques de 1988 à Séoul. AuxJeux olympiques de 1992 à Barcelone, c'est sous les couleurs de l'Allemagne réunifiée qu'il remporte la médaille de bronze du relais 4 × 100 m nage libre. 

## Palmarès

### Jeux olympiques
- Jeux olympiques de 1988 à Séoul (Corée du Sud) :
  -  Médaille de bronze sur le relais 4 × 100 m nage libre
- Jeux olympiques de 1992 à Barcelone (Espagne) :
  -  Médaille de bronze sur le relais 4 × 100 m nage libre

### Championnats du monde
- Championnats du monde 1982 à Guayaquil (Équateur) :
  -  Médaille d'or sur 100 m dos
- Championnats du monde 1986 à Madrid (Espagne) :
  -  Médaille d'or sur le relais 4 × 200 m nage libre
  -  Médaille d'argent sur 100 m dos
  -  Médaille de bronze sur le relais 4 × 100 m nage libre
- Championnats du monde 1991 à Perth (Australie) :
  -  Médaille d'argent sur le relais 4 × 100 m nage libre
  -  Médaille de bronze sur le relais 4 × 100 m quatre nages

### Championnats d'Europe
- Championnats d'Europe 1981 à Split (Yougoslavie) :
  -  Médaille de bronze sur le relais 4 × 100 m quatre nages
- Championnats d'Europe 1983 à Rome (Italie) :
  -  Médaille d'or sur 100 m dos
  -  Médaille d'argent sur le relais 4 × 200 m nage libre
  -  Médaille de bronze sur le relais 4 × 100 m nage libre
  -  Médaille de bronze sur le relais 4 × 100 m quatre nages
- Championnats d'Europe 1985 à Sofia (Bulgarie) :
  -  Médaille d'argent sur 100 m dos
  -  Médaille d'argent sur le relais 4 × 100 m nage libre
  -  Médaille d'argent sur le relais 4 × 100 m quatre nages
- Championnats d'Europe 1987 à Strasbourg (France) :
  -  Médaille d'or sur le relais 4 × 100 m nage libre
  -  Médaille de bronze sur 100 m nage libre
- Championnats d'Europe 1989 à Bonn (Allemagne de l'Ouest) :
  -  Médaille de bronze sur 100 m dos
- Championnats d'Europe 1991 à Athènes (Grèce) :
  -  Médaille d'argent sur 100 m dos
  -  Médaille d'argent sur 200 m dos
  -  Médaille d'argent sur le relais 4 × 100 m nage libre

### Jeux de l'Amitié
- Jeux de l'Amitié de 1984 à Moscou (Union soviétique) :
  -  Médaille d'or sur 100 m dos
  -  Médaille d'or sur le relais 4 × 200 m nage libre
  -  Médaille d'argent sur le relais 4 × 100 m nage libre
  -  Médaille d'argent sur le relais 4 × 100 m quatre nages
  -  Médaille de bronze sur 200 m dos